# Asthena geminimaculata
Asthena geminimaculata là một loài bướm đêm trong họ Geometridae.